# Gråhuvad chachalaca
Gråhuvad chachalaca (Ortalis cinereiceps) är en fågel i familjen trädhöns inom ordningen hönsfåglar.

## Utseende och läten
Gråhuvad chachalaca är en medelstor fågel, jämnstor med en kalkon, med litet huvud, långa starka ben och en lång och bred stjärt. Kroppslängden är cirka 51 cm och vikten 500 gram. Fjäderdräkten är rätt färglös, ovan mörkbrun och under till jusare. Huvudet är mörkgrått och den svartaktiga stjärten har en ljust gråbrun spets. I flykten syns att handpennorna är rostfärgade. 
Arten kan misstas för nordlig chachalaca (O. vetula) som har en isolerad population som överlappar i norra Costa Rica, men den är större med rödbrun undersida, vit stjärtspets och saknar rostrött i vingen. 
Jämfört med nordlig eller rostgumpad chachalaca är gråhuvud chachalaca inte lika ljudlig. Kontaktlätet är ett pipigt "white, white, white" och en kör av skrovliga "kraaak".

## Utbredning och systematik
Gråhuvad chachalaca förekommer från tropiska östra Honduras till nordvästra Colombia. Den behandlas som monotypisk, det vill säga att den inte delas in i några underarter.

## Levnadssätt
Gråhuvad chachalaca är en trädlevande hönsfågel som påträffas i låglänta områden med buskar och högre träd, upp till 1100 meters höjd. Arten är social och ses ofta i familjegrupper med sex till tolv fåglar. Den går utmed grenar på jakt efter frukt och bär. 

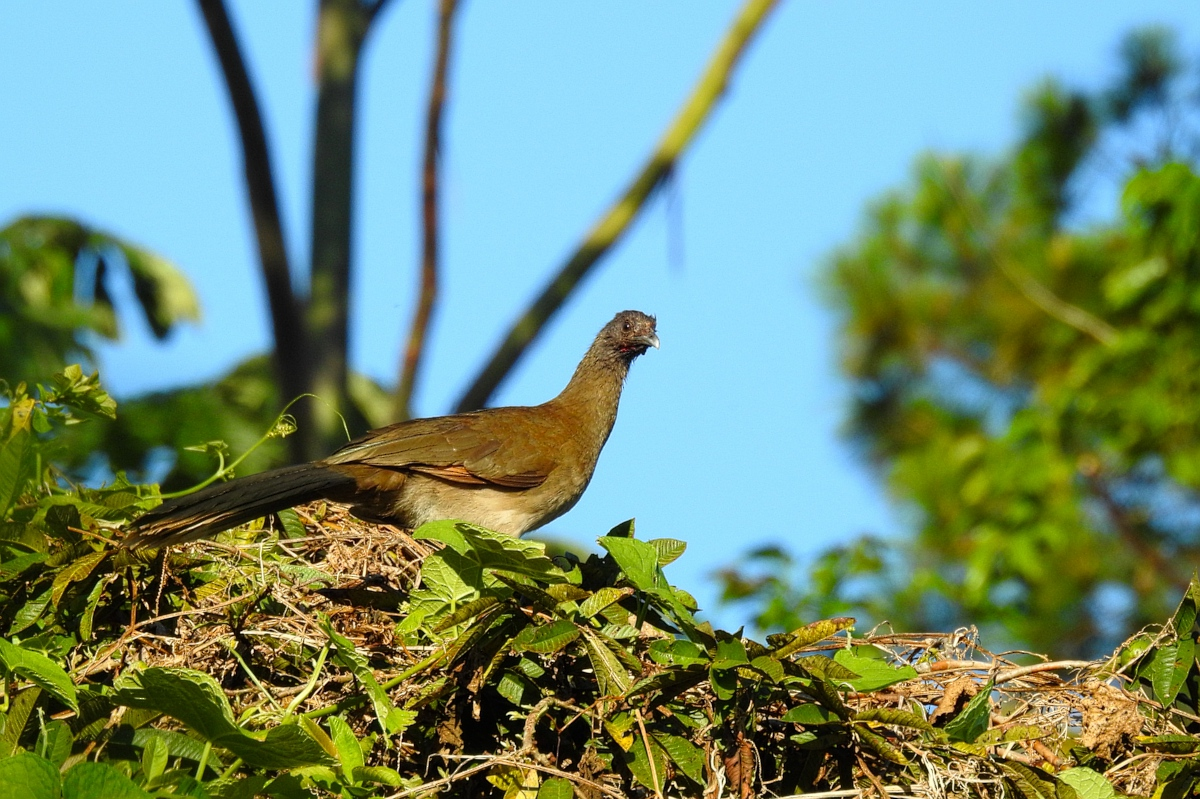
Gråhuvad chachalaca fotograferad i Costa Rica.

### Häckning
Gråhuvade chachalacan bygger ett brett men grunt bo av kvistar och klängväxter en till tre meter upp i ett träd. Honan lägger tre till fyra ägg som hon ruvar på egen hand.

## Status och hot
Arten har ett stort utbredningsområde och en stor population, men tros minska i antal, dock inte tillräckligt kraftigt för att den ska betraktas som hotad. Internationella naturvårdsunionen IUCN listar därför arten som livskraftig (LC).